# Samuel Frederick Gray
Samuel Frederick Gray (Londra, 10 dicembre 1766 – Chelsea, 12 aprile 1828) è stato un botanico britannico.
Gray fu l'autore di The Natural Arrangement of British Plants (1821). Fu padre di due zoologi, John Edward Gray e George Robert Gray.

## Opere
- A supplement to the pharmacopoeias (Underwoods, Longman & Rees, Londres, 1818-1847).
- A natural arrangement of British plant. (Baldwin, Cradock & Joy, Londres, 1821)
- The elements of pharmacy and of the chemical history of the materia medica (Londres, 1823).
- The operative chemist (Hurst & Chance, Londres, 1828-1831).
- Traité pratique de chimie appliquée aux arts et manufactures, à l'hygiène et à l'économie domestique (Anselin, Paris 1828-1829).
- The chemistry of the arts (Carey & Lea, Philadelphie, 1830).